# Rensselaer (Indiana)
Rensselaer is een plaats (city) in de Amerikaanse staat Indiana, en valt bestuurlijk gezien onder Jasper County.

## Demografie
Bij de volkstelling in 2000 werd het aantal inwoners vastgesteld op 5294.
In 2006 is het aantal inwoners door het United States Census Bureau geschat op 6259, een stijging van 965 (18.2%).

## Geografie
Volgens het United States Census Bureau beslaat de plaats een oppervlakte van
7,7 km², waarvan 7,5 km² land en 0,2 km² water. Rensselaer ligt op ongeveer 212 m boven zeeniveau.

## Plaatsen in de nabije omgeving
De onderstaande figuur toont nabijgelegen plaatsen in een straal van 24 km rond Rensselaer.